# 马约瓦·尼古拉斯
马约瓦·尼古拉斯（英語：Mayowa Nicholas，1998年5月22日—），尼日利亚时装模特。她是首个出演杜嘉班纳、伊夫·圣罗兰及卡尔文·克莱因广告的尼日利亚模特。

## 生涯
尼古拉斯曾参加2014年世界精英模特大赛，并成功打进决赛。次年她开始了T台走秀生涯，参加过宝曼、巴黎世家、卡尔文·克莱因、凯卓、爱马仕、Acne Studios等品牌的活动。再后来，她也曾代言过普拉达、Miu Miu、范思哲、香奈儿、迈克·寇斯、奥斯卡·德拉伦塔以及杜嘉班纳品牌的时装。
尼古拉斯本来受邀参加2017年于中国上海市举办的维多利亚的秘密时尚秀，但就在开始前几天，她和几名俄罗斯、乌克兰的模特的签证被拒，无法到场参演。之后的2018年维密秀她才有机会亮相。
截至2019年，尼古拉斯被列为Models.com的“50大模特”之一。